# Astragalus acutirostris
Astragalus acutirostris é uma espécie de Milkvetch conhecido pelo nome comum de Milkvetch Sharpkeel. É nativa do deserto de Mojave e arredores da Califórnia, Nevada e Arizona, onde cresce em áreas secas, arenosas e pedregosas.

## Descrição
Astragalus acutirostris é uma leguminosa anual que cresce com um caule avermelhado e peludo, com não mais de 30 centímetros de comprimento ao longo do solo ou ligeiramente ereto. As pequenas folhas são compostas por vários pares de pequenos folíolos oblongos, cada um com menos de um centímetro de comprimento e muitas vezes com pontas entalhadas. A inflorescência contém de uma a seis flores brancas ou rosadas, cada uma com uma bandeira que se curva para trás.
O fruto é uma vagem ligeiramente curvada e estreita, com 1 a 3 centímetros de comprimento. A vagem é de paredes finas e revestida esparsamente em cabelos brancos como o resto da planta.